# 高千穂宣麿

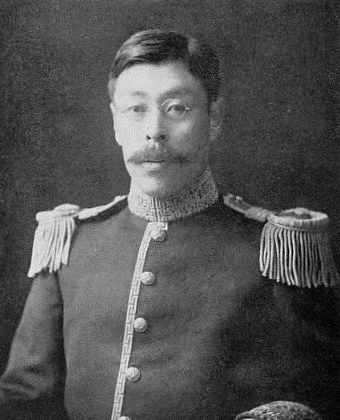
高千穂宣麿

高千穂 宣麿（たかちほ のぶまろ、1865年1月12日（元治元年12月15日）- 1950年（昭和25年）12月23日）は、明治から昭和前期の神職、昆虫学者、政治家。貴族院議員、英彦山神社宮司、男爵。東山天皇の男系八世子孫である。

## 生涯
中納言徳大寺実則の二男として山城国京都に生まれる。1870年（明治3年）一家で東京に移住。父実則は明治天皇の侍従となり、侯爵（のち公爵）を叙爵した。
訓蒙学舎、学習院、学農社農学校などに学び、11歳頃から小石川の薬園（東京大学小石川植物園）や御成門の開拓使博物館に通って動植物への興味を満足させる。
1877年、学習院に入学。昆虫の標本作りに熱中する。博物学に志し、神田の共立学校（現：開成中学校・高等学校）に通って、大学予備門への入学を目指していたが、1883年（明治16年）6月、高千穂栄子（しげこ）の養子となり（6月13日承）豊前英彦山の座主高千穂家を継ぐことになったため、学業を中断して西に下り、英彦山神社の宮司となる。1884年（明治17年）7月8日、男爵を叙爵した。
英彦山の大自然で生物の採集と観察に熱中し、1888年、日本人として初めてタカチホヘビを採集。
1900年、英彦山神宮の社務所の付近に高千穂昆虫学実験所を設立。1902年、コーネル大学留学を終えた桑名伊之吉を迎え、九州昆虫学研究所と改称。
1907年（明治40年）8月3日、補欠選挙で貴族院男爵議員に選ばれ東京に転居。1911年（明治44年）7月9日に任期満了となる。1918年（大正7年）まで、農商務省農事試験場にて、桑名たちと共に害虫の飼育研究を行う。同年7月10日、貴族院議員に再選された。1913年からは東京帝室博物館（東京国立博物館）天産部にて昆虫標本を整理。1925年（大正14年）7月9日、貴族院議員の任期が満了し、再び彦山に移住。
1935年から1936年にかけて、研究所の一切を九州帝国大学に寄付。以後、九州帝国大学彦山生物学研究所と改称。自らもこの研究所で嘱託として勤務した。1950年、85歳で死去。

## 家族
- 父：徳大寺実則
- 母：嘉年子（山内豊資の六女）[8]
- 養父：高千穂有綱 - 英彦山座主・高千穂教有の子。教有の妻栄子は醍醐輝弘の四女[9]。
- 妻：芳子 - 室町公賀の二女。伯爵室町公大の妹。[10][11]
  - 長男：俊麿（1887年1月10日-1963年3月31日[1]）- 英彦山神社大宮司。妻のユキエ (1895-1987) は筑豊炭鉱主・角銅朝太郎の長女。
  - 次男：和麿（1895年9月26日-1909年11月9日[1]）
  - 三男：福麿（1898年6月17日-1972年2月9日[1]）
  - 長女：喜巳子 - 栗田保善の養女
  - 次女：小松 - 陸軍航空本部付陸軍大佐・高松岩根の妻

## 栄典
- 1896年（明治29年）12月21日 - 従四位[12]
- 1902年（明治35年）12月20日 - 正四位[13]

## 著作
- 『鶯嶺仙話』九州帝国大学附属彦山生物学研究所、1946年。 - 自伝